# Josette Andriot
Josette Andriot (23 de agosto de 1886-13 de mayo de 1942) fue una actriz de cine francesa de la época del cine mudo,  conocida por interpretar el papel de Protéa en la serie de películas de espionaje realizadas entre 1913 y 1919.
Nació como Camille-Élisa Andriot el 23 de agosto de 1886, en París. Su hermano menor, Lucien Andriot (1892-1979) se convirtió en un notable director de fotografía. Se unió a los estudios Éclair como actriz por primera vez en 1909, y luego, a partir de 1911, realizó unas 60 películas exclusivamente para ese estudio. No tenía formación teatral, pero demostró ser una actriz natural.
Sus primeras películas se hicieron principalmente con el director Victorin-Hippolyte Jasset. En su serie de Zigomar, interpretó a Rosaria, la cómplice del personaje principal, escapando para siempre de situaciones amenazantes. En 1913, Jasset hizo Protéa, una aventura de espionaje con la distinción de ser la primera en tener a una mujer como figura central de acción. La película tuvo un éxito considerable, y Andriot pasó a hacer cuatro películas más en la serie con otros directores. Después de que la última fue lanzado en 1919, se retiró de la actuación. Murió el 13 de mayo de 1942 en Antibes.